# Culicoides tenuilosus
Culicoides tenuilosus är en tvåvingeart som beskrevs av Wirth och Blanton 1959. Culicoides tenuilosus ingår i släktet Culicoides och familjen svidknott.
Artens utbredningsområde är Panama. Inga underarter finns listade i Catalogue of Life.